# امامزاده حقانی
امامزاده حقانی مربوط به سدهٔ ۸ ه.ق است و در کلاردشت، داخل شهر واقع شده و این اثر در تاریخ ۱۱ دی ۱۳۸۰ با شمارهٔ ثبت ۴۶۷۰ به‌عنوان یکی از آثار ملی ایران به ثبت رسیده است.